# على أية حال، أنا أقع في حبك
على أي حال، أنا في حبك (باليابانية: どうせ、恋してしまうんだ。) هي سلسلة مانغا يابانية من كاتبة ورسم هاروكا ميتسوي. نُشرت المانغا بشكل تسلسلي في مجلة ناكايوشي التابعة لشركة كودانشا منذ نوفمبر 2020، مع جمع فصولها في تسعة مجلدات تانكوبون اعتبارًا من أغسطس 2024. واقتبست إلى مسلسل أنمي من إنتاج استديو تايفون جرافيكس عُرض في عام 2025.

## القصة
في عيد ميلاد ميزوها السابع عشر الذي مر بشكل سيء للغاية. فلقد نسي والديها الأمر تمامًا، و السينباي الذي يعجبها لا يظهر اهتمامًا بها. و لكن عندما يطلب منها صديق طفولتها الخروج معه، يتعين على ميزوها ترتيب معاني هذا التغيير في العلاقة. ولكن، قد لا تكون مشاعرها هي الشيء الوحيد الذي سيتغير حيث في صيف عام 2020، حدث تفشي جائحة أدت إلى إلغاء الأحداث المدرسية، مما يجعل هذه المجموعة من الأصدقاء تسعى لاستغلال أيام شبابهم الأخيرة رغم الجائحة و تمر الأحداث و تتطور بين ميزوها وأصدقائها الذكور.

## الشخصيات
ميزوها نيشينو (باليابانية : 西野 水帆 تُنطق باليابانية : نيشينو ميزوها)
أداء صوتي: ساكورا شينفوكا

كيزوكي هازاوا (باليابانية : 羽沢 輝月 يٌنطق باليابانية : هازاوا كيزوكي)
أداء صوتي: كازوكي أورا
شين كاشيواجي (باليابانية : 柏木 深 يٌنطق باليابانية : كاشيواجي شين)
أداء صوتي: سيون يوشيتاكا
أيرو إيزومي (باليابانية : 和泉 藍 يٌنطق باليابانية : إيزومي أيلو)
أداء صوتي: شويا تشيبا
شوجو هوشيكاوا (باليابانية : 星川 周吾 يٌنطق باليابانية : هوشيكاوا شوجو)
أداء صوتي: ساتوشي إينوماتا
ريوسوكي سايتو (باليابانية : 斉藤 涼介 يٌنطق باليابانية : سايتو ليوسوكي)
أداء صوتي: يوتو أويمورا
تشيكا كوراشيكي (باليابانية : 倉敷 千夏 يٌنطق باليابانية : كولاشيكي تشيكا)
أداء صوتي: أزوسا تادوكورو

## وسائل الإعلام

### المانغا
من تأليف و رسم المانغاكا هاروكا ميتسوي، بدأت المانغا في مجلة الشوجو ناكايوشي التابعة لدار النشر كودانشا في 2 نوفمبر 2020. جمعت كودانشا فصول المانغا في 9 مجلدات تانكوبون فردية . تم إصدار المجلد الأول في 12 مارس 2021 .  اعتبارا من 9 أغسطس 2024، تم إصدار تسعة مجلدات.
في أمريكا الشمالية، تم ترخيص المانغا باللغة الإنجليزية من قبل كودانشا أمريكا. في يوليو 2023، أعلنت كودانشا أمريكا أنها ستبدأ في إصدار المانغا مطبوعة في عام 2024.

#### قائمة فصول المانغا
| ترتيب المجلد | تاريخ الإصدار  | الرقم التعريفي الدولي للكتاب |
| ------------ | -------------- | ---------------------------- |
| 1            | 12 مارس 2021   | 978-4-06-522664-3            |
| 2            | 13 يوليو 2021  | 978-4-06-524090-8            |
| 3            | 12 نوفمبر 2021 | 978-4-06-525900-9            |
| 4            | 13 أبريل 2022  | 978-4-06-527551-1            |
| 5            | 12 أغسطس 2023t | 978-4-06-528485-8            |
| 6            | 13 مارس        | 978-4-06-530836-3            |
| 7            | 13 أكتوبر 2023 | 978-4-06-533178-1            |
| 8            | 13 مارس 2024   | 978-4-06-534969-4            |
| 9            | 9 أغسطس 2024   | 978-4-06-536623-3            |

### أنمي
في فبراير 2024، تم الإعلان عن تحويل المانغا إلى أنمي متلفز. من إنتاج استديو تايفون جرافيكس ومن اخراج جونيشي ياماموتو، سيناريو وحوار يوو موراي وناغيسا ناريو، والشخصيات المصممة من قبل إيو شيبا، والموسيقى من كيجي إيناي. تقرر عرض المسلسل المتلفز لأول مرة في اليابان على شبكة TBS وBS11 في موسم شتاء 2025 وتحديدًا في يناير 2025. ستقوم Crunchyroll بتشغيل المسلسل. 

### مسرحية
ومن المقرر أن يتم عرض تكييف مسرحي في طوكيو وأوساكا في فبراير 2025.

## الاستقبال
كان التسلسل أكثر من مليون نسخة في الدورة التداولية بحلول أكتوبر 2023.

## روابط خارجية
- على أية حال، أنا أقع في حبك (مانغا) في شبكة أخبار الأنمي